# Mount Olive (Illinois)
Pour les articles homonymes, voir Mount Olive (homonymie).
Mount Olive est une ville du comté de Macoupin, en Illinois, aux États-Unis. Elle est incorporée le 10 octobre 1901,. Lors du recensement de 2010, la ville comptait une population de 2 150 habitants.

## Source de la traduction
- (en) Cet article est partiellement ou en totalité issu de l’article de Wikipédia en anglais intitulé « Mount Olive, Illinois » (voir la liste des auteurs).